# Popis hipodroma u Hrvatskoj
(popis nepotpun)
Kazalo
* + označava da hipodrom ima montažne štale koje služe za prihvat gostujućih konja
| Lokacija   | Naziv hipodroma     | Površina [ha] | Grane                  | Grane          | Grane         | Grane         | Grane                  | Grane  | Zatvorena jahaonica | Zatvorena jahaonica | Kapacitet štala * | Kapacitet tribina | Otvoren | Zatvoren  | Bilješke | Ref   |
| Lokacija   | Naziv hipodroma     | Površina [ha] | Galopske staze         | Galopske staze | Kasačke staze | Kasačke staze | Parkur                 | Parkur | Zatvorena jahaonica | Zatvorena jahaonica | Kapacitet štala * | Kapacitet tribina | Otvoren | Zatvoren  | Bilješke | Ref   |
| Lokacija   | Naziv hipodroma     | Površina [ha] | d×š [m]                | br.            | d×š [m]       | br.           | d×š [m]                | br.    | d×š [m]             | br.                 | Kapacitet štala * | Kapacitet tribina | Otvoren | Zatvoren  | Bilješke | Ref   |
| ---------- | ------------------- | ------------- | ---------------------- | -------------- | ------------- | ------------- | ---------------------- | ------ | ------------------- | ------------------- | ----------------- | ----------------- | ------- | --------- | --- | ----- |
| Feričanci  | Hipodrom Feričanci  |               |                        |                |               |               |                        |        |                     |                     |                   |                   |         | ne        | |       |
| Orahovica  |                     |               |                        |                |               |               |                        |        |                     |                     |                   |                   |         | ne        | |       |
| Oroslavje  | Hipodrom Oroslavje  |               |                        |                |               |               |                        |        |                     |                     |                   |                   | 2005.   | ne        | | [ 1 ] |
| Osijek     | Hipodrom Pampas     |               |                        |                |               |               |                        |        |                     |                     |                   |                   | 1960. ? | ne        | |       |
| Pleternica | Hipodrom Pleternica |               |                        |                |               |               |                        |        |                     |                     |                   |                   |         | ne        | |       |
| Pula       | Ippodromo           |               |                        |                |               |               |                        |        |                     |                     |                   |                   |         | oko 1945. | | [ 2 ] |
| Sinj       | Hipodrom Sinj       |               | 2250×? 1700×? 1400×?   |                |               |               |                        |        |                     |                     |                   |                   | 1979.   | ne        | |       |
| Zagreb     | Hipodrom Zagreb     | 47, 65        | 1600×20 1550×6 2400×?? | 2              | 1000×16-20    | 1             | 150×120 120×100 100×80 | 3      | 60×26               | 1                   | 175 +             |                   | 1950.   | ne        | Zamišljen je da objedinjuje sve grane konjičkog sporta, što je u svijetu rijetkost. Zatvorena jahaonica je dovršena 1989. | [ 3 ] |